# Гоков, Михаил Андреевич
Михаил Андреевич Гоков (26 октября 1929, село Мазикино, Центрально-Чернозёмная область — 4 апреля 1989, с. Беловское, Белгородская область) — звеньевой механизированного звена колхоза «Вторая пятилетка» Корочанского района Белгородской области.

## Биография
Родился 26 октября 1929 года в селе Мазикино Корочанского района (ныне Белгородской области). Окончил начальную школу в своем селе, затем 7 классов в Заяченской школе.
После освобождение территории от вражеских захватчиков в 1943 году окончил курсы трактористов. Трудовую деятельность начал в 1944 году трактористом Алексеевской МТС Корочанского района. В 1947 году поступил в Корочанский сельскохозяйственный техникум по специальности агроном и закончил его с отличием. Некоторое время жил в городе Харьков.
В 1958 году вернулся в родные края, в Корочанский район. С этого времени, более четверти века, трудился в колхозе «Вторая пятилетка», позднее «Рассвет» — бригадиром тракторной бригады, председателем профкома, звеньевым механизированного звена, начальником отряда плодородия, механиком, инженером по новой технике. Очень хорошо разбирался в технике, имел первую и высшую квалификацию водителя и тракториста.
В 1964 году Михаил Гоков стал инициатором перехода механизаторов на аккордно-премиальную оплату труда. Чтобы осуществить задуманное, ушёл с должности бригадира, создал звено механизаторов и возглавил его. Механизаторы взяли участок, на котором выращивали свёклу, провели ряд работ по посеву, уборке и прополке свёклы и получили большой урожай. На производство центнера продукции затрачено 0,08 человека-дня, или почти в три раза меньше, чем по колхозу. Себестоимость центнера свеклы составила 1 рубль 10 копеек, а в среднем по колхозу — 1 рубль 53 копейки. С повышением урожайности и снижением себестоимости продукции возросла и оплата труда механизаторов.
Указом Президиума Верховного Совета СССР от 31 декабря 1965 года за успехи, достигнутые в повышении урожайности, увеличении производства и заготовок сахарной свеклы, Гокову Михаилу Андреевичу присвоено звание Героя Социалистического Труда с вручением ордена Ленина и золотой медали «Серп и Молот».
После награждения продолжал работать со своим звеном с удвоенной силой. В 1967 году урожай свеклы в гоковском звене в 320 центнеров с гектара стал для района рекордным. Аккордно-премиальная система, пионером которой стало гоковское звено, вызвала повышенный интерес работников сельского хозяйства.
Через некоторое время на основе опыта своего звена Гоков сформировал механизированный отряд. Объём работ увеличился многократно. В отряде насчитывалось 45 тракторов различных марок, 9 зерновых, 7 свеклоуборочных, 4 силосоуборочных и 2 кукурузоуборочных комбайнов. Это больше, чем было когда-то в Алексеевской МТС. В течение нескольких лет в Корочанском районе таких отрядов стало 67.
С 1984 года и до последних дней своей жизни М. А. Гоков трудился в совхозе «Заря» Белгородского района — сначала бригадиром тракторной бригады, затем экспедитором, заместителем директора по хозяйственной части.
Принимал активное участие в общественной жизни — избирался делегатом XXIV съезда КПСС, членом Корочанского райкома КПСС, депутатом Алексеевского сельсовета, участником III-го Всесоюзного съезда колхозников.
Жил в селе Беловское Белгородского района. Скончался 4 апреля 1989 года. Похоронен на кладбище села Беловское Белгородской области.

## Награды
Награждён двумя орденами Ленина, орденом Октябрьской революции, медалями, также золотой, серебряной и бронзовой медалями ВДНХ СССР.

## Память
Имя М. А. Гокова носит улица в селе Мазикино.